# Pilot Point (Teksas)
Pilot Point – miasto w Stanach Zjednoczonych, w stanie Teksas, w hrabstwie Denton.